# Novamont
Novamont S.p.A è una azienda chimica italiana, attiva nel settore delle bioplastiche, con sede a Novara e stabilimento a Terni. Dal 2012 a Piana di Monte Verna, in provincia di Caserta, è presente con il Centro Ricerche Biotecnologie Industriali.

## Storia

### Le origini
È stata fondata nel 1990 all'interno del gruppo Montedison (all'epoca del gruppo Ferruzzi) per commercializzare i prodotti della controllante Fertec - Ferruzzi Ricerca e Tecnologia, il centro di ricerca voluto nel 1989 da Raul Gardini per sviluppare prodotti chimici a basso impatto ambientale utilizzando materie prime di origine agricola. Un'intuizione la sua che aveva sollevato solo sorrisi scettici.  In quel periodo le ricerche avviate dalla Fertec erano due: una riguardava i carburanti e cioè il biodiesel, l'altra le bioplastiche che hanno come base l'amido di mais, il grano e la patata. Su questo secondo progetto si concentrava il lavoro di ricerca del team affidato a Catia Bastioli.
Nel 1991, dopo che è stato realizzato con la Walt Disney un orologio biodegradabile ottenuto dalle pannocchie di mais e abbinato al settimanale Topolino, Novamont incorporava la Fertec. e utilizzava il marchio Mater-Bi, madre biodegradabile. In seguito alla crisi del gruppo Ferruzzi-Montedison, nel 1996 Novamont venne acquisita dalla Banca Commerciale Italiana, dalla società di private equity Investitori Associati S.A. e da UBS.
Nel 2016 la società era controllata al 35% da Versalis del gruppo Eni e al 65% da Mater-bi SpA, i cui azionisti sono Investitori Associati e altri soci. Alla fine di aprile 2023, Versalis acquisisce la totalità delle azioni Novamont.

### Sviluppo
Nello stabilimento di Terni produce materiale termoplastico biodegradabile (detto Mater-Bi), a partire dall'amido di mais. Il Mater Bi trova applicazioni, per esempio, nella produzione di imballaggio e di buste di bioplastica, in sostituzione dei tradizionali sacchetti in polietilene. Grazie a ciò è stata insignita di numerosi riconoscimenti internazionali. Produce anche poliesteri da oli vegetali (Origo-Bi).
Nel 2006 costituisce, in joint venture con la Coldiretti, la società Sincro per sviluppare in Umbria produzioni di intermedi chimici e biolubrificanti da fonti rinnovabili.
All'inizio del 2011 nasce a Porto Torres, in Sardegna, la società Matrica, una joint venture con Versalis del gruppo Eni per riconvertire lo stabilimento petrolchimico di Porto Torres in una bioraffineria con una filiera agricola locale. Produce una gamma di intermedi chimici e nuovi prodotti utilizzando materie prime agricole e scarti vegetali con applicazione nei settori delle bioplastiche, biolubrificanti, fitosanitari, prodotti per la casa e la persona.
Nel febbraio 2014 acquisisce da Mossi & Ghisolfi il 78% della società che controlla lo stabilimento laziale di Patrica, originariamente dedicato al PET (granuli di polietilene tereflato per la produzione di bottiglie in plastica) e ora trasformato per realizzare in parte poliesteri Origo-Bi. La società si chiama Mater Biopolymeri.
Nel 2024 Novamont ha lanciato Ager-Bi la famiglia di prodotti fitosanitari professionali per l’agricoltura a base di acido pelargonico di origine vegetale e distribuita in Italia dai Consorzi agrari d'Italia, che lo usano come pesticida per viti e patate. Il prodotto è visto come in competizione col glifosato.
Nel 2017 nasce, al 100% Novamont, Mater Biotech, il primo impianto al mondo dedicato alla produzione industriale di Butandiolo (BDO), un componente decisivo del ciclo della plastica, ottenuto da fonti rinnovabili per varie fermentazioni. Lo stabilimento è a Bottrighe (RO) ed è stato realizzato riconvertendo uno stabilimento industriale dismesso con un investimento di 100 milioni di euro.

## Il Gruppo ENI
Il 18 ottobre 2023, Versalis, azienda del  Gruppo ENI annuncia di aver completato il closing per l’acquisizione del 100% di Novamont

## Provvedimenti giudiziari
In relazione all'accusa rivolta dalla stessa Novamont nel 2007 ai concorrenti franco-tedeschi della Biotec-Sphère, oltre ai giudizi di tribunali tedeschi e francesi che hanno invalidato alcuni brevetti della stessa Novamont, ritenendoli sprovvisti dei requisiti di brevettabilità, anche il Tribunale di Torino ha, in primo grado, dato ragione alla Biotec-Sphère. Novamont e Sphere/Biotec hanno raggiunto un accordo a definizione di tutte le controversie giudiziarie brevettuali pendenti fra loro. I termini dell'accordo sono strettamente riservati.